# أبيري (أسطورة)
أبیري (بالإنجليزية: Abere)‏ في أساطير ماليزيا امرأة برية كثيرا ما تغري الرجال وتذبحهم.